# 脈絡叢
脈絡叢（みゃくらくそう、英：choroid）は脳脊髄液を産出し、脳室に分泌する重要な器官である。また脈絡叢上皮細胞は毛細血管の血管内皮細胞とともに血液脳脊髄液関門（blood-cerebrospinal fluid barrier、BCSFB）を形成する。毛細血管の内皮細胞が窓あき型であり血液脳関門が発達していないことから脳室周囲器官に分類されることもある。ヒトの脈絡叢は側脳室脈絡叢、第三脳室脈絡叢、第四脳室脈絡叢があるがその構造は共通している。

## 構造
透過型電子顕微鏡で観察すると血管腔から脳室に向かって、順に毛細血管内皮、毛細血管の基底膜、少量の結合組織、上皮の基底膜、脈絡上皮の各層がある。上皮が脳室に面している。結合組織のみ軟膜に由来し、脈絡上皮細胞は脳室上衣細胞の変形したものである。脈絡上皮は単層の立方ないし円柱状の細胞からなり、脳室に面する側に、多数の不規則な形の微繊毛が生えている。細胞間の上端部は密着結合で閉じられている。細胞質には粗面小胞体とミトコンドリアが散在し、核上部に小さなゴルジ装置がある。細胞の基底部には、小さな基底陥入がみられる。この細胞は基底部から素材を取り入れ、細胞内で脳脊髄液をつくり細胞の上部から脳室内へ向かって分泌する。毛細血管の内皮には多くの窓があり、血液成分が容易に上皮細胞に取り入れられる。一方、脳室造影のさいに、脳室に投与された造影剤が脈絡上皮に吸収され、最終的に血液中に排出されることから脈絡上皮には髄腋を吸収ないし透過する機能もある。

## 発生
脈絡叢は神経管閉鎖直後に、側脳室、第3脳室、第４脳室が形成される部分に上皮細胞が陥入してできる。脈絡叢はすぐに脈管形成し、脳で脈管が十分に形成されるよりも前に脳脊髄液が作られはじめる。最終的に脈絡叢は高度に脈管が発達した組織になる。成熟したラット組織1gあたりの血流量は脈絡叢の方が大脳皮質よりも5倍以上多い。
脳発達初期における脳脊髄液の産出には多くの役割がある。脳脊髄液の流体力学的な圧力は発達期の脳の三次元的な形態や層構造の形成に影響する。また、脳脊髄液は発達期の脈管形成されていない脳への栄養供給源にもなる。脈絡叢の上皮細胞は成長過程にある脳のために、血中から脳脊髄液へと様々な物質を輸送している。血液から脳脊髄液への物質輸送は最初はゴルジ嚢-小胞体系を介して細胞を通過する輸送が非特異的に起こる。脈絡叢の上皮細胞が分化して成熟した血液脳脊髄液関門を形成すると、この輸送は特異的になっていく。脈絡叢の上皮細胞は近傍の神経上皮細胞の発達に影響する分泌蛋白質の合成と傍分泌も行っている。

## 機能
脈絡叢は腎臓の遠位尿細管や集合管と構造が似ており脳脊髄液の化学的安定性を保つために毛細血管濾過や上皮分泌機構を用いている。脈絡叢を横断する毛細血管は血中の溶質を自由に透過させるが、脈絡叢上皮細胞には関門性があり、血液脳脊髄液関門と言われる。脈絡叢の物質輸送と物質交換は双方向性であるため、脳脊髄液の継続的な産出と、中枢神経系から血中への代謝産物の能動輸送が可能である。脳脊髄液と脳内の細胞外液は、正常な生理環境では一定の状態を保っている。脳脊髄液のK+、Ca2+、二酸化炭素、グルコースなどの濃度は血中より低く、より酸性である。この違いは脈絡叢の上皮細胞が能動輸送を行い脳脊髄液の成分を調節した結果生じる。溶質の能動輸送によって作られた浸透圧勾配は水の移動によって平衡化されるため、通常血清と脳脊髄液は浸透平衡にある。

## 血液脳脊髄液関門
血液脳脊髄液関門（blood-cerebrospinal fluid barrier、BCSFB）は血液脳関門とともに知られている脈絡叢に存在するバリアーである。脳室周囲器官である脈絡叢内の毛細血管は有窓性であり、血管内物質は毛細血管壁を通過して脈絡叢内の間質に移行しうるが、その血管周囲腔にある上皮細胞には脳室側に密着結合が存在している。この上皮細胞によって脈絡叢内と脳室内との間における高分子量物質の移行が制限されておりこの機能が血液脳脊髄液関門と考えられている。なお、脳室内の物質がエンドサイトーシスによって上皮細胞に取り込まれ、密着結合を迂回して細胞間腔、あるいは基底側へと輸送される経路は残る。さらに脈絡叢上皮にも物質の異動を制限するだけでなく、選択的に取り込むための輸送体が備わっており、特定の物質の移行を可能にしている。脳室内の脳脊髄液と脳実質との間には上衣細胞（ependiomocyteまたはependymal cell）が存在するが、この上衣細胞には密着結合が存在すること、陰性電荷の存在すること、密着結合種々の接着因子が発現し、酵素活性の存在などが指摘されており、上衣細胞が脳脊髄液脳関門（cerebrospinal fluid-brain barrier、CSFBB）を形成することによって、物質の移動にある程度の制限をかけていると推測される。しかし脳脊髄液脳関門のバリアー機能は不完全なものであり水や低分子化合物は両方向性に通過可能である。しかしながら脳脊髄液に含まれる高分子量物質の脳実質への移動に関しては制限されているという意見もある。また脳表においてくも膜下腔の脳脊髄液と脳実質細胞外液は軟膜によって隔絶されている。しかし軟膜には密着結合はなく、水や低分子化合物は通過可能である。くも膜下腔の動脈も軟膜（脳実質から続く血管周囲鞘と融合）で覆われており、ここでも血管周囲腔に存在する脳実質細胞外液とくも膜下腔の脳脊髄液との交換が生じる。
血液脳関門は分子量が450Da以上の分子は通過させないが水分子に関しては自由に通過することができる。上衣細胞に存在する脳脊髄液脳関門も高分子に関しては制限があると考えられているが水分子に関しては自由に通過できる。このことから脳脊髄液の産出と吸収に関する毛細血管説では脳脊髄液と脳実質細胞外液を一括で捉える。
血液中に全身投与された薬物が脳実質に送達されるには脳毛細血管から血液脳関門を経細胞経路または傍細胞経路を通過して脳実質の細胞外液（ISF）に移行する経路と脈絡叢動脈から血液脳脊髄液関門を通過し脳室内の脳脊髄液に移行しさらに脳脊髄液脳関門を通過して脳実質の細胞外液に移行する経路が考えられる。血液脳関門の表面積は血液脳脊髄液関門に比べて5,000倍も大きいことから薬物輸送経路としてはBBBの方が優れている。さらに血液脳関門を構成する脳毛細血管は脳内を網目状に巡っていることから血液脳関門を通過した薬物は脳神経細胞に到達しやすい。一方、血液脳脊髄液関門を構成する脈絡叢を通過した薬物は脳脊髄液中に移行する。脳脊髄液中から遠い部位への移行は著しく制限を受ける。特に分子量の大きい蛋白質医薬品や核酸医薬品は拡散による移行はほとんど期待できない。

### 脳実質細胞外液と脳脊髄液の高分子
全身投与の場合は高分子は血液脳関門や血液脳脊髄関門を通過できない。これらの関門をバイパスする方法としてくも膜下投与や脳室内投与が知られている。これらの投与法をした場合は高分子は脳脊髄液に分布する。高分子は脳脊髄液中では軟膜や脳脊髄液脳関門でによって神経細胞への送達が制限される。水は脳脊髄液脳関門を自由に行き来できるが高分子は脳脊髄液脳関門で制限され脳脊髄液と脳実質細胞外液は自由に行き来できないと考えられている。同様に脳実質細胞外液の水分子は毛細血管から血液中へ吸収されるが毛細血管壁から血液中に吸収される物質の分子量には上限があると考えられ、それは5,000Da以下であるとする報告がある。
脳実質細胞外液に含まれる高分子はグリア・リンパ系（glymphatic system）を介して排出される。グリア・リンパ系ではアストロサイトの足突起に高発現するアクアポリン4（AQP-4）の支援を受けて毛細血管基底膜から血管周囲腔に集められる。その後、血流と逆方向に他動的に移動し最終的に頭蓋腔を離れて頚部リンパ節に到達する。この駆動力は動脈波駆動と考えられている 血管周囲腔が睡眠時の生理作用で拡張することから睡眠時に排泄が亢進する。血管周囲腔に通過障害が生じた場合は脳浮腫の他、アルツハイマー病、パーキンソン病、レビー小体病などの神経変性疾患が発症する。脳脊髄液に含まれる高分子は硬膜内にある脳のリンパ管や嗅神経鞘の鼻粘膜下リンパ管網から頸部リンパ節に排出される経路が知られている。限定的だが脳圧亢進時は脳脊髄液はくも膜顆粒からも排出されると考えられる。いずれにせよ脳脊髄液や脳実質細胞外液中の高分子は頸部リンパ節へ排泄される。

## 画像

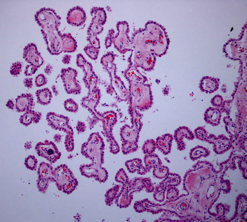
脈絡叢HE染色
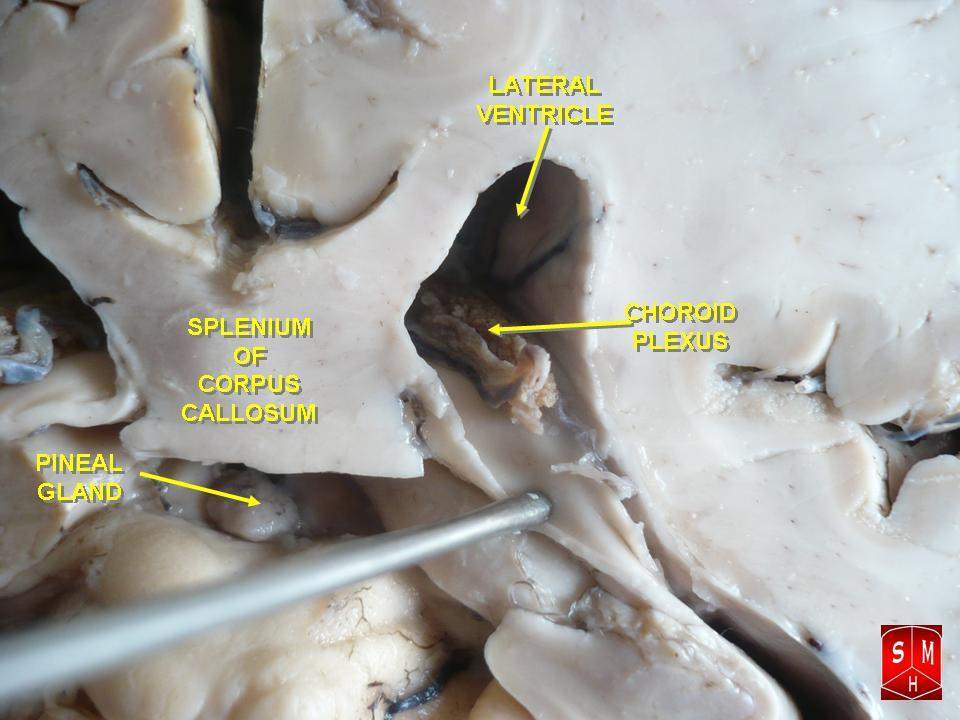
脈絡叢
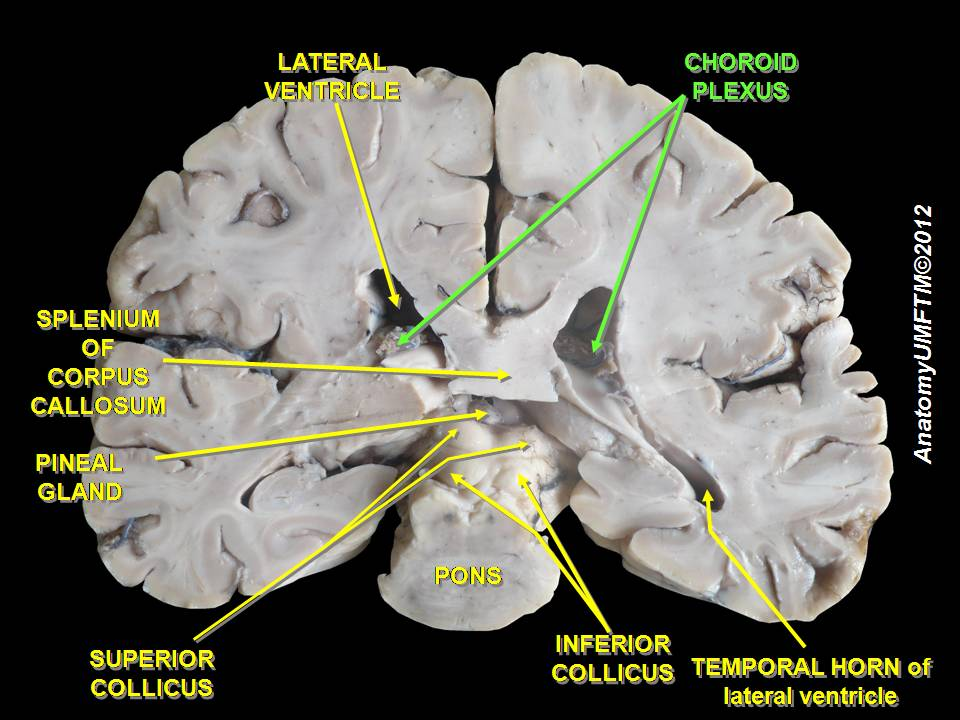
脈絡叢
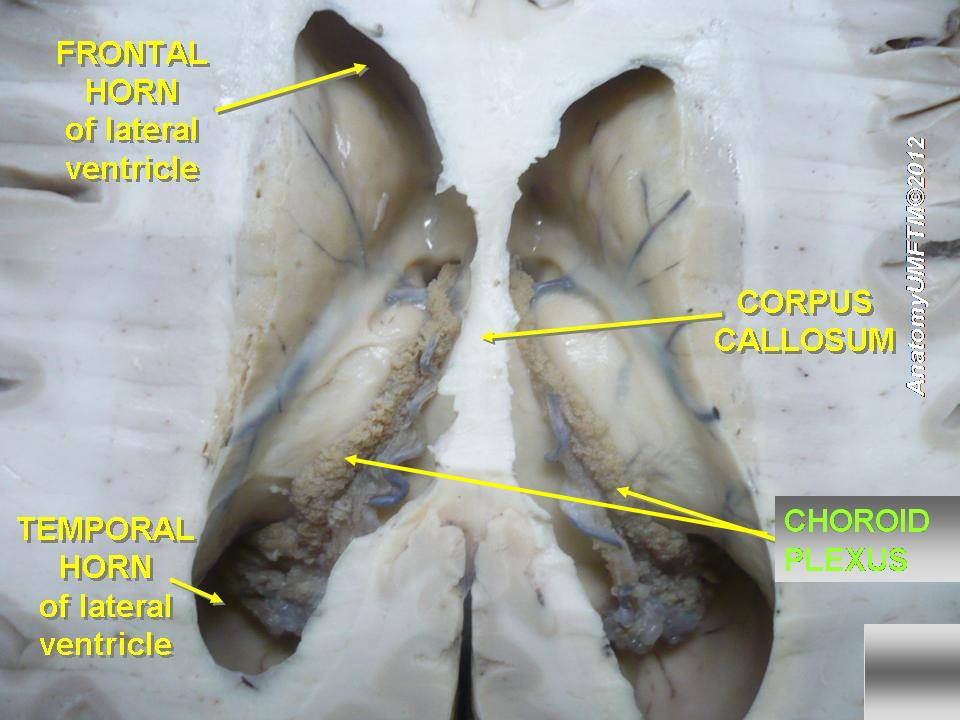
脈絡叢